# Góry Sokole
Góry Sokole  (potocznie Sokoliki, niem. Falkenberge) – niewielki masyw składający się z Krzyżnej Góry (654 m n.p.m.), Sokolika (644 m), Browarówki (510 m), Rudzika (500 m) Łysej (490 m), Buczka (456 m) oraz kilku piepszone to góry gdzie można się zedrzeć
mniejszych, bezimiennych kopek, na północno-wschodniej krawędzi Kotliny Jeleniogórskiej w Sudetach Zachodnich, w pobliżu Jeleniej Góry i Janowic Wielkich. Od Rudaw Janowickich oddzielone Przełęczą Karpnicką (483 m). Od północy graniczą z Górami Kaczawskimi, od wschodu  z Rudawami Janowickimi, od południa ze Wzgórzami Karpnickimi.
Zbudowane całkowicie z górnokarbońskiego granitu karkonoskiego, w którym spotyka się żyły aplitowe i kwarcowe. Znajduje się tu znaczne nagromadzenie skałek, blokowisk, pojedynczych bloków skalnych. Istnienie ciosu biegnącego w trzech kierunkach oraz sposób wietrzenia i denudacji granitu spowodowały powstanie charakterystycznego krajobrazu z odosobnionymi wieloma kopami i kopkami, nie tworzącymi wyraźnych grzbietów i często zwieńczonych skałkami, które czasami wyrastają też na zboczach. To podobieństwo budowy geologicznej i kraobrazu do Kotliny Jeleniogórskiej spowodowało, że niektórzy geografowie zaliczają Góry Sokole do Kotliny, jednakże pod względem orograficznym i ze względu na wysokość bezwzględną należą one do Rudaw Janowickich.
Pokryte są lasami świerkowymi, podrzędnie świerkowo-bukowymi z nielicznymi polanami.
Znajduje się tu schronisko Szwajcarka, obozowisko wspinaczy oraz niewielkie pozostałości zamku Sokolec pod Krzyżną Górą.
Sokole Góry już w połowie XIX w. były uznaną atrakcją turystyczną, odwiedzaną głównie przez kuracjuszy zjeżdżających do podkarkonoskich uzdrowisk. Wspomniała je Rozalia Saulsonowa w swojej wydanej w 1850 r. książeczce pt. „Warmbrunn i okolice jego w 38 obrazach zebranych w 12 wycieczkach przez Pielgrzymkę w Sudetach”, uznawanej za pierwszy przewodnik turystyczny po Karkonoszach: Falkenberge czyli Sokole Góry, u podnóża których znajduje się piękny dom szwajcarski na wzgórzu (...). Od szwajcarskiego domku dalej prowadzi droga do Sokolich Gór, lecz na jedną tylko wejść można, gdyż druga przedstawia niezwyciężone trudności; dostępna jest 2064 [stopy] wysoka; szczyt jej zdobi wielki krzyż z lanego żelaza; z niej widać zachodnią część Gór Olbrzymich [Karkonoszy], w dolinie Kupferberg [ Miedzianka ], Hirschberg [ Jelenia Góra ], Schildau [ Wojanów ], Erdmannsdorf [ Mysłakowice ] i Fischbach [ Karpniki ]. Zamku, który na tej górze od roku 1207 do 1458 istniał [ Zamek Sokolec ] ślady murów jeszcze pozostały.
Jeden z częściej odwiedzanych rejonów wspinaczkowych. Często służy jako baza treningowa przed wspinaczką w Tatrach z racji podobieństwa budowy skał.

## Szlaki turystyczne
- z Jeleniej Góry do Janowic Wielkich przez Husyckie Skały i Schronisko PTTK „Szwajcarka”
- Krzyżna Góra –  Schronisko „Szwajcarka”
- Sokolik –  Schronisko „Szwajcarka”
- Trzcińsko – Kamienna Góra[4]

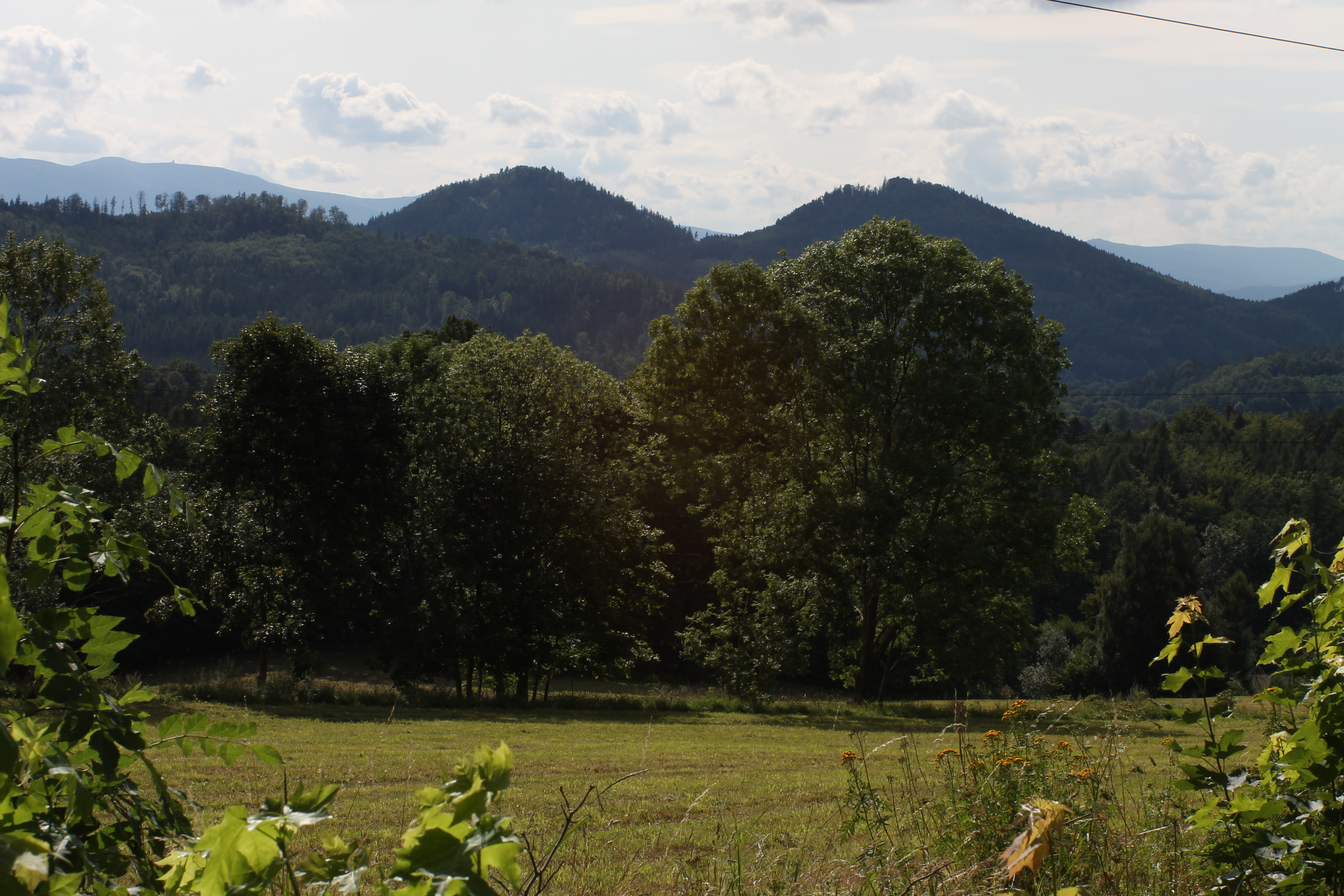
Góry Sokole od strony Miedzianki
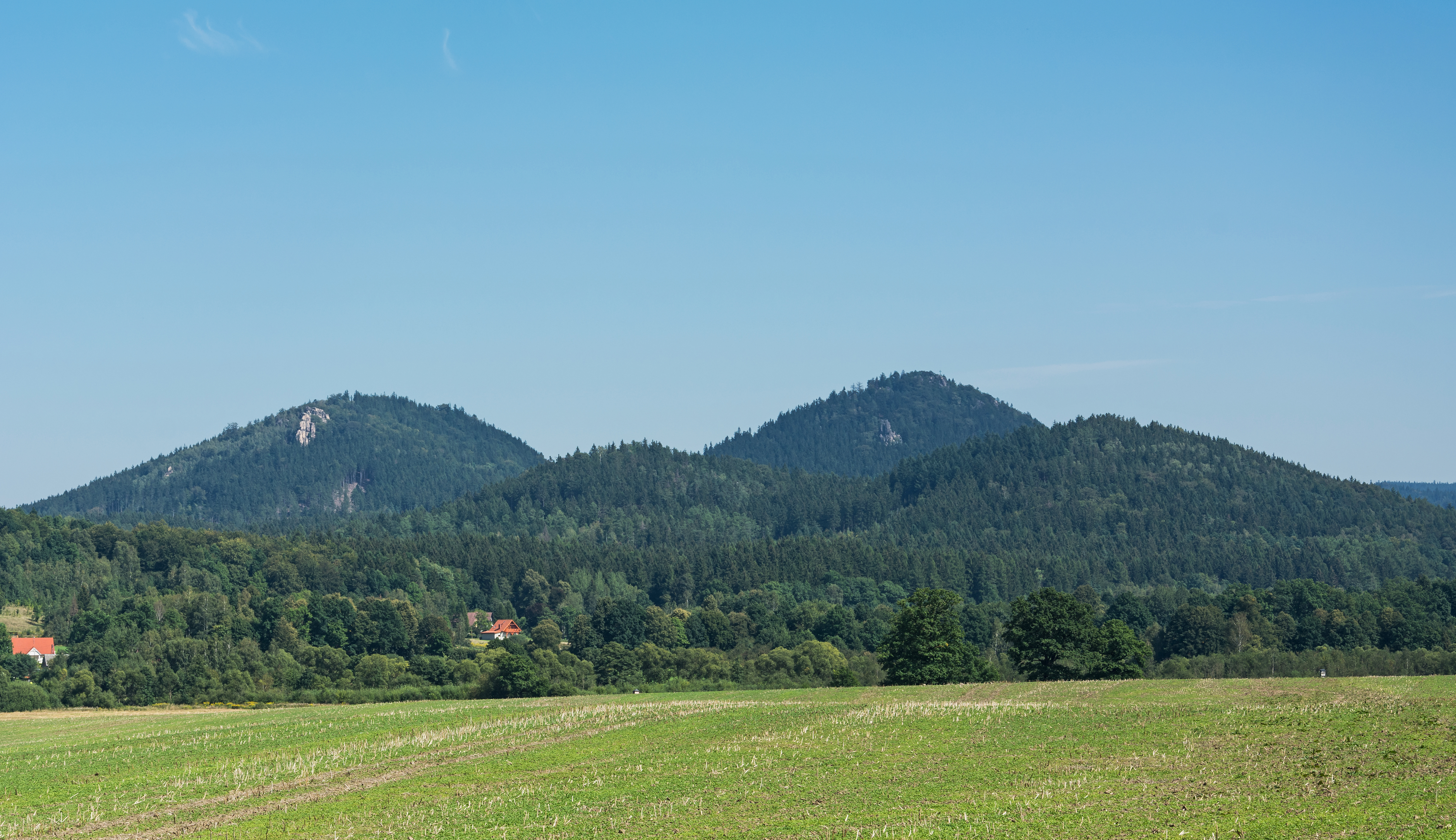
Góry Sokole
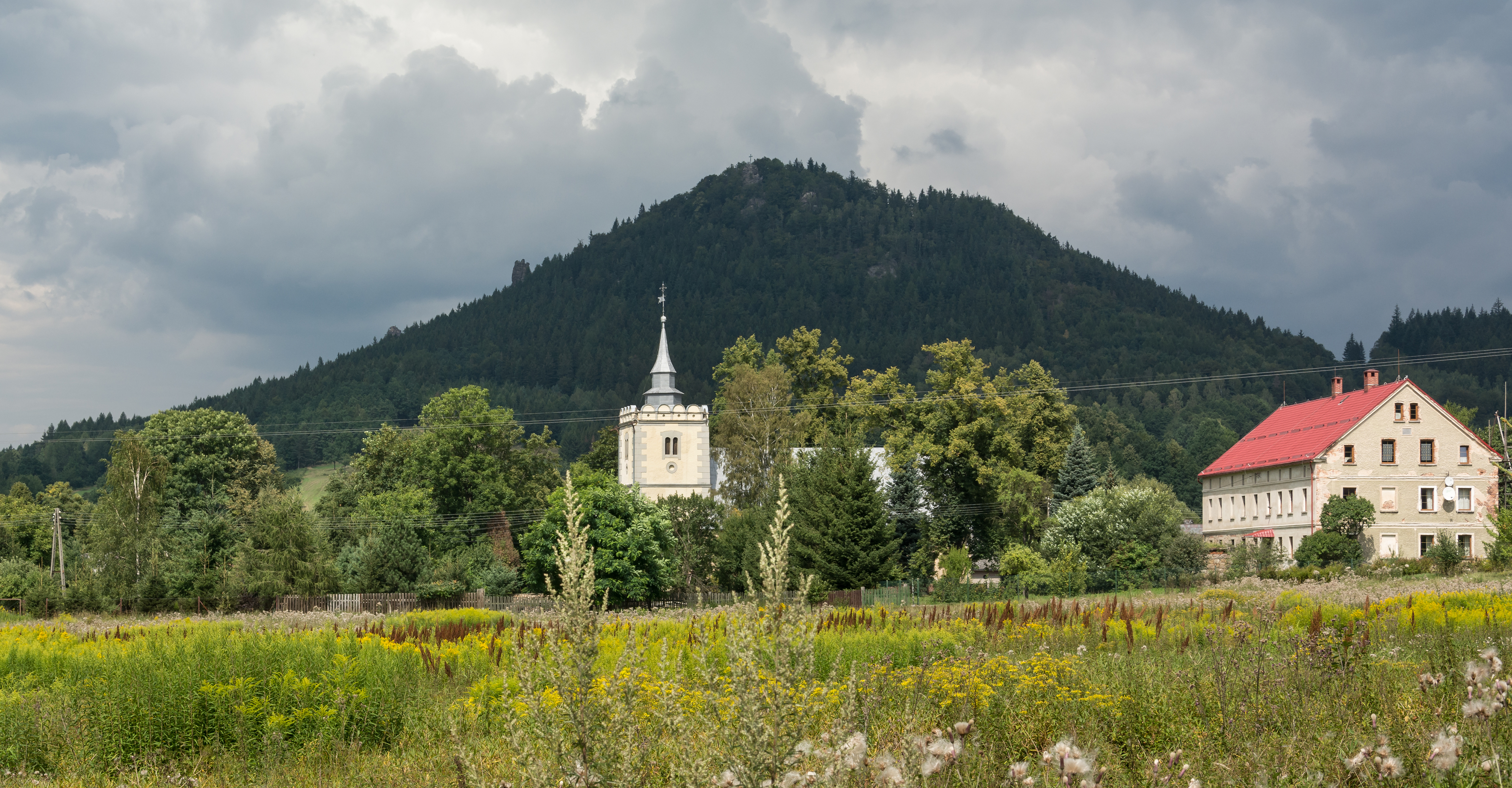
Krzyżna Góra z Karpnik
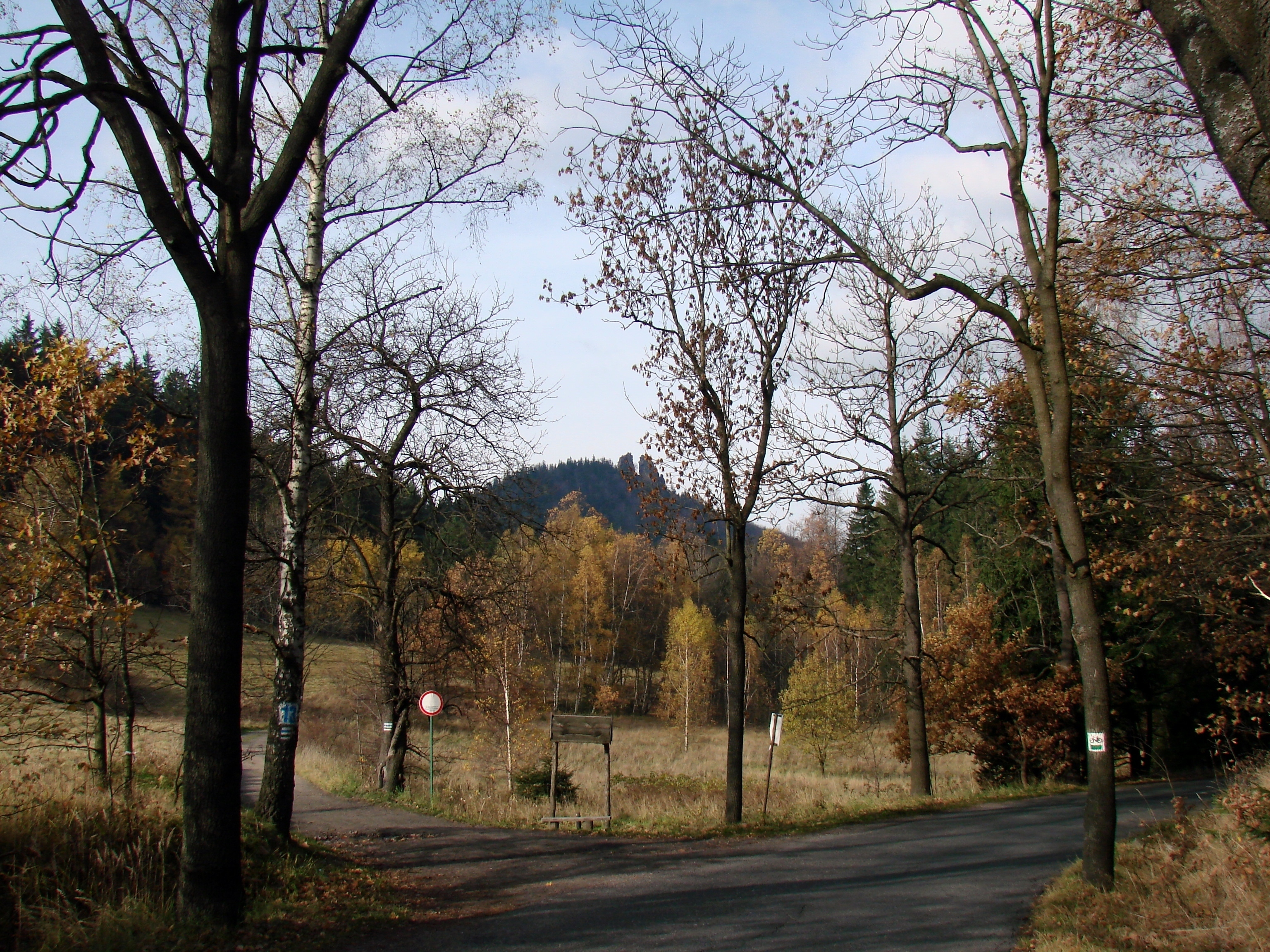
Widok na Sokolik
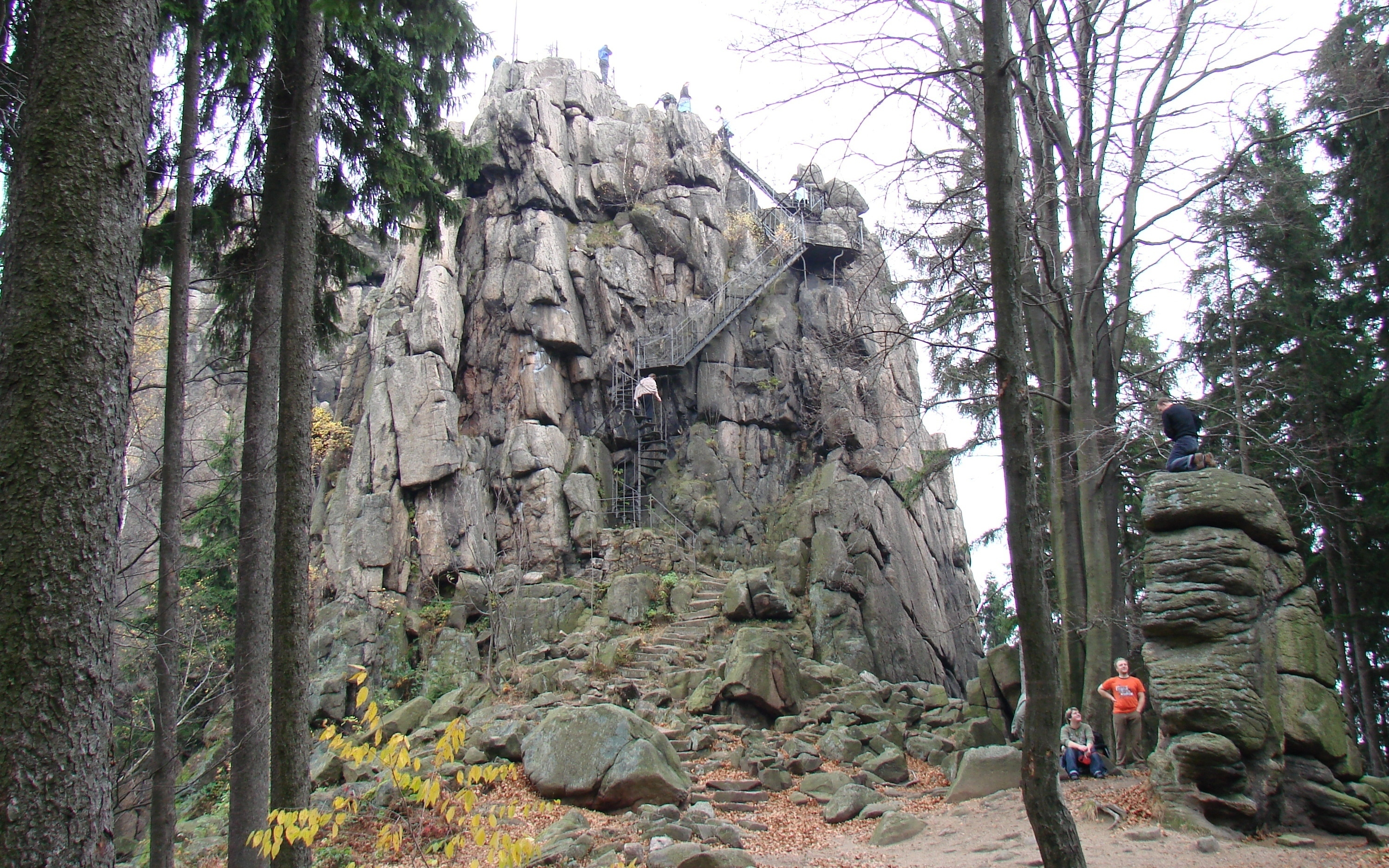
Filar Zachodni
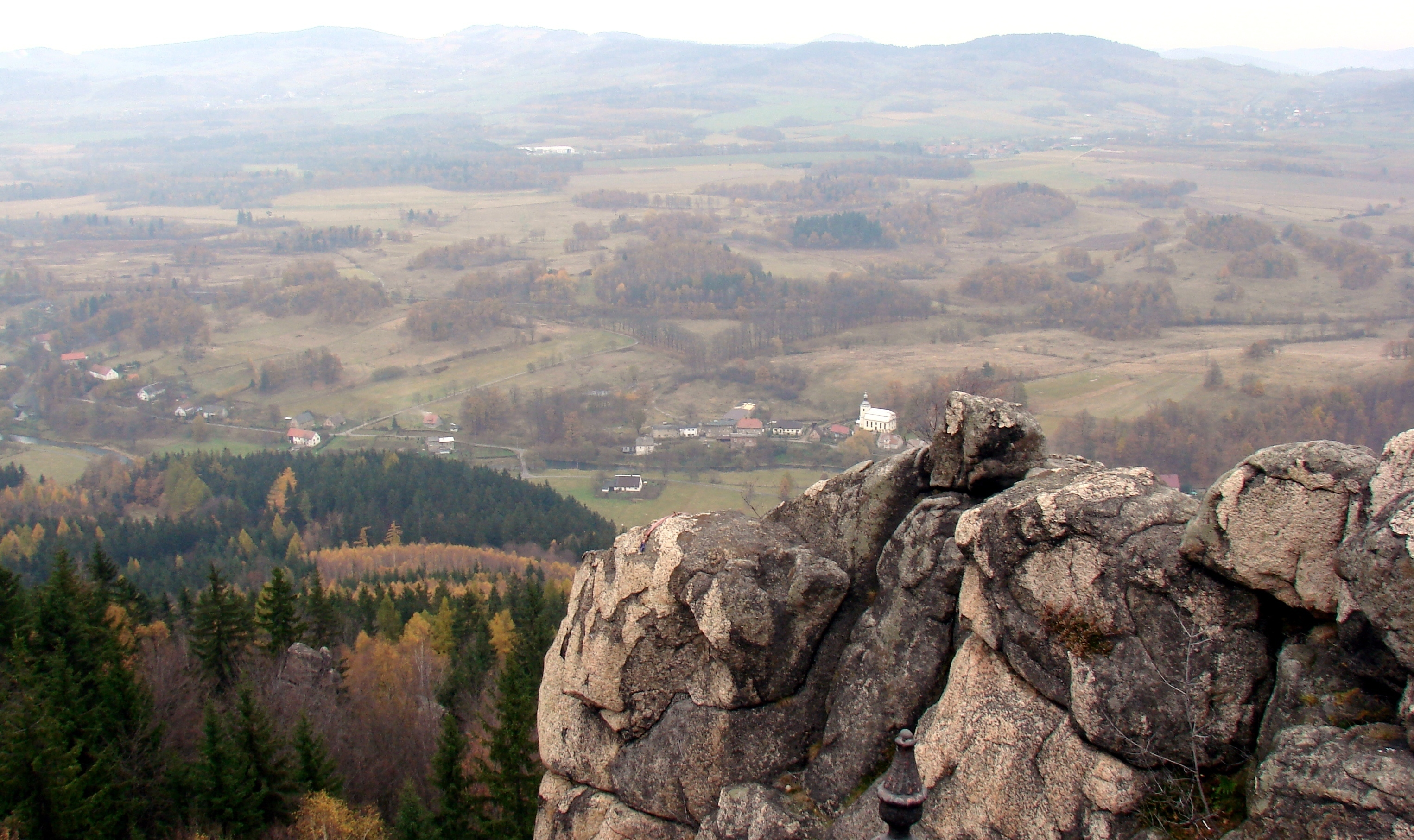
Widok z Filara Zachodniego
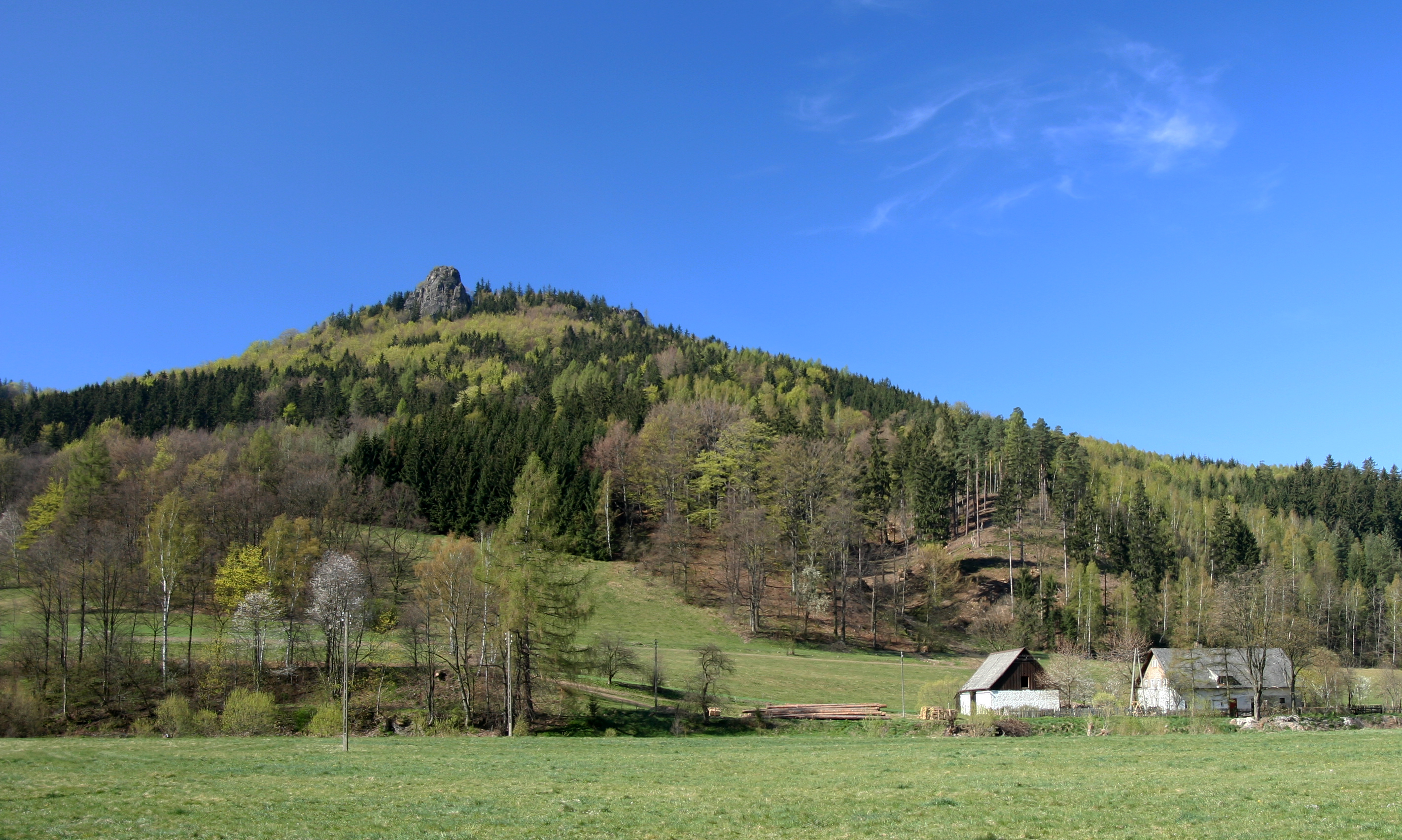
Sokolik widziany z Trzcińska
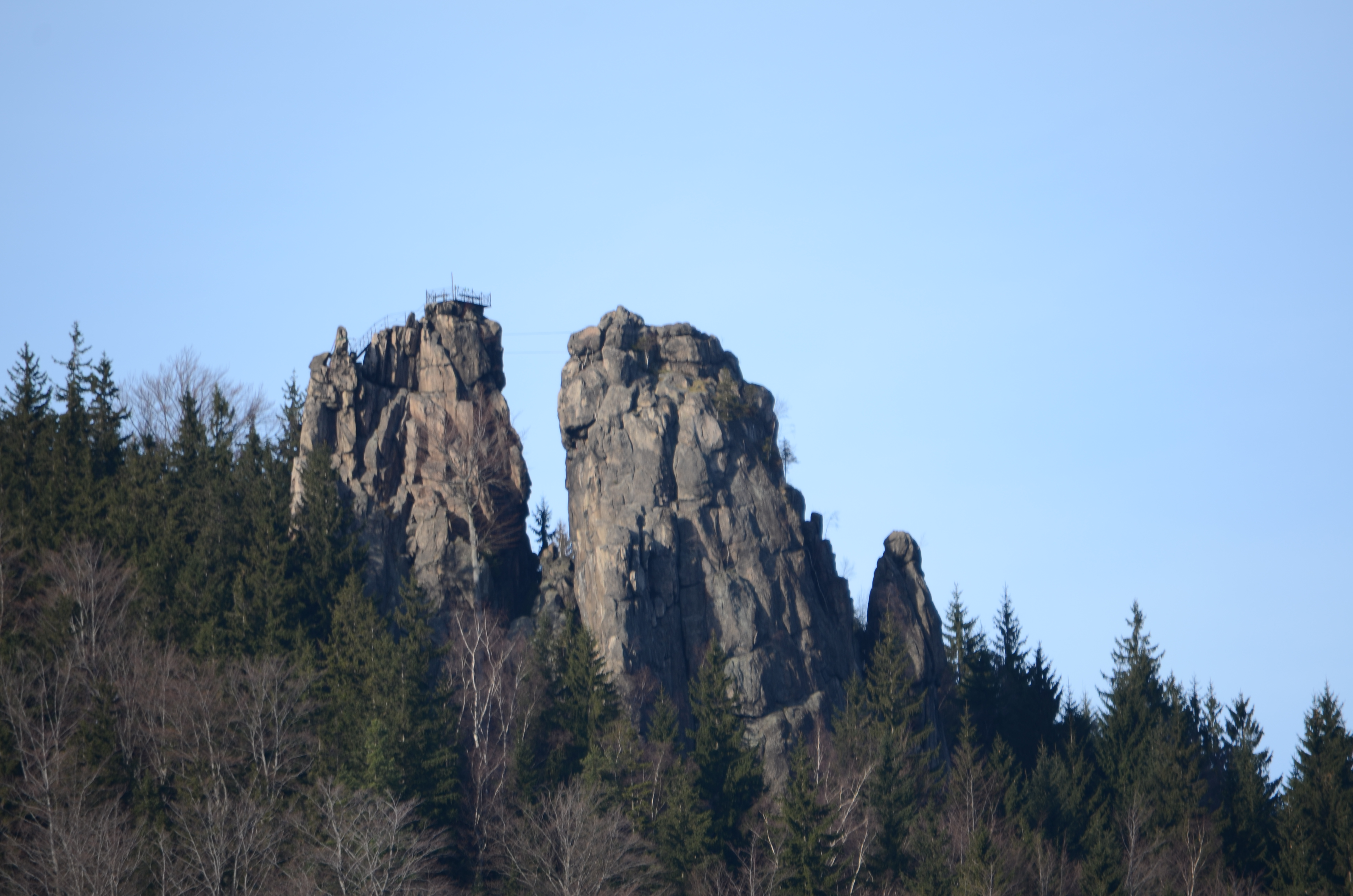
Widok na Sokole Góry